# Studios SEK
Les studios SEK (coréen : 조선4·26만화영화촬영소, Joseon 4.26 Adong Yeonghwa Chwal-yeongso, littéralement, « Studios de films d'animations du 26 avril », la traduction anglaise de SEK studio signifiant : Scientific & Educational Film Studio of Korea) sont des studios d'animation nord-coréen, dont le siège est situé à Pyongyang. Il est connu pour avoir créée la série d'animation écureuil et hérisson.

## Histoire
Les studios SEK ont été créés le 7 septembre 1957 au départ en tant que Centre de recherche. Depuis les années 1980, ils réalisent des travaux d'animation pour des productions étrangères ; les studios participent ainsi à des œuvres françaises depuis 1985. En 1997, ils participent pour la première fois à un festival d'animation internationale, à Annecy, en France, avec le Festival international du film d'animation d'Annecy.
Noms :
- Centre de recherche sur les films de marionnettes et d'animations du Centre national de film de Corée (coréen : 조선국립영화촬영소 아동인형영화연구원) (1957-1959)
- Équipe de production de films d'animations du Centre national de film de Corée (coréen : 조선국립영화촬영소 만화영화제작단 / 만화영화창작단) (1959 - 1964)
- Studio de films pour enfant de Corée (coréen : 조선아동영화촬영소) (1964 -1971)
- Équipe de production de films d'animations  du Studio de cinéma d'éducation scientifique de Corée (coréen : 조선과학교육영화촬영소 만화영화제작단  - SEK studio) (1971 - 1980)
- Équipe de production de films pour enfants du Studio de cinéma d'éducation scientifique de Corée (coréen : 조선과학교육영화촬영소 아동영화창작단 - SEK studio) (1980~1996)
- Studio de films pour enfants du 26 avril de Corée (coréen : 조선4.26 아동영화촬영소 - SEK studio) (1996 - 2013)
- Studio de films d'animation du 26 avril de Corée (coréen : 조선4.26 만화영화촬영소  - SEK Studio) (2013~)

## Influence
En 2004, les studios SEK comptent 1600 employés. En 2014, la situation est similaire : selon les données officielles, SEK produit plus de 1500 films d'animation. Pour les entreprises internationales, les studios SEK sont particulièrement attractifs en raison des faibles coûts de main d'œuvre mais aussi de la qualité des rendus. Ils ont des contrats avec plus de 70 entreprises autour du monde, notamment en Europe, en Corée du Sud et aux États-Unis.
Plusieurs sociétés de production françaises (Pixibox, La Fabrique, Col.Ima.Son, etc.) ont réalisé des films d'animation en coproduction avec les studios SEK. Parmi les premiers exemples, on compte la série Pif et Hercule (1989) et le dessin animé Gandahar (1988).
En 2001, l'auteur de bande dessinée québécois Guy Delisle passe deux mois aux studios SEK, pour le compte de la société de production Protecrea. Il documente ses expériences dans la bande dessinée Pyongyang.
La société de production et de distribution italienne Mondo TV fait régulièrement appel aux studios SEK. Les séries produites par SEK pour le compte de Mondo TV comprennent notamment Pocahontas (1998), Spaghetti Family (2003), Le chemin de Josemaría, au sujet du fondateur de l'Opus Dei (2008) et Sandokan, le tigre de Malaisie (it) (1998), Sandokan, le tigre rugit encore (it) (2001), Sandokan, les deux tigres (it) (2006).
Selon le secrétaire du Trésor des États-Unis, les sanctions économiques imposées par les États-Unis contre la Corée du Nord, ainsi que la situation des droits de l'Homme dans le pays, rendent la coopération avec l'entreprise d'État problématique pour des partenaires étrangers. 

### Filiales
Les studios SEK ont possédé une filiale à Paris.